# 宮里直也
宮里 直也（みやさと なおや、1975年6月15日 - ）建築構造研究者、教育者。日本大学教授。

## 経歴
宮崎県都城市生まれ。
宮崎県立都城西高等学校卒業。
1998年、日本大学理工学部建築学科卒業。
2000年、同大学大学院理工学研究科博士前期課程建築学専攻修了。2003年、同博士後期課程建築学専攻修了。『建築におけるケーブル構造の特性と施工方法に関する研究』で博士 (工学)。
2003年から2004年まで、日本大学理工学部建築学科副手。2004年から2008年まで、金田勝徳が主宰する構造計画プラス・ワン 勤務。2008年から、日本大学理工学部建築学科に戻る。
構造設計・技術協力に、唐戸ブリッジ、BTKギャラリー、BDS柏の杜、近畿管区災害警備施設など。受賞歴として、ALUPROGETTO AWARD、日本建築学会教育賞 (教育貢献) 、JSCA賞など。

## 著書
- 実務者が教える鉄骨構造設計のポイント（監修）建築技術　2018
- くわしすぎる構造力学演習Ⅰ～Ⅲ（共著）彰国社